# Ceropsilopa decussata
Ceropsilopa decussata är en tvåvingeart som beskrevs av Cresson 1925. Ceropsilopa decussata ingår i släktet Ceropsilopa och familjen vattenflugor. Inga underarter finns listade i Catalogue of Life.